# Сидоров, Максим Станиславович
Максим Станиславович Сидоров (род. 18 марта 1998, Краснодар) — российский футболист, защитник клуба «Ахмат».

## Карьера
С 2016 по 2023 год играл за команды Первой (ФНЛ) и Второй (ПФЛ) лиг «Кубань-2» Краснодар (сезоны 2016/17—2017/18), «Кубань» Краснодар (2017/18), «Долгопрудный» (2018/19) и «Урожай»/«Кубань» Краснодар (2018/2019—2022/23). За последнюю сыграл в общей сложности 115 матчей, забил 7 мячей, в том числе в сезоне 2022/23 — 31 матч, 3 гола, 3 результативные передачи.
В июне 2023 года перешёл из «Кубани» в «Оренбург», подписав долгосрочный контракт.
30 июля 2023 года дебютировал в российской премьер-лиге, выйдя на замену на 60-й минуте гостевого матча 2-го тура чемпионата против казанского «Рубина» (1:1).
20 июня 2025 года стал игроком грозненского «Ахмата», подписав контракт на три года.